# 1188 Gothlandia
Az 1188 Gothlandia (ideiglenes jelöléssel 1930 SB) a Naprendszer kisbolygóövében található aszteroida. Josep Comas Solá fedezte fel 1930. szeptember 30-án, Barcelonában.